# 波多萊尼鄉

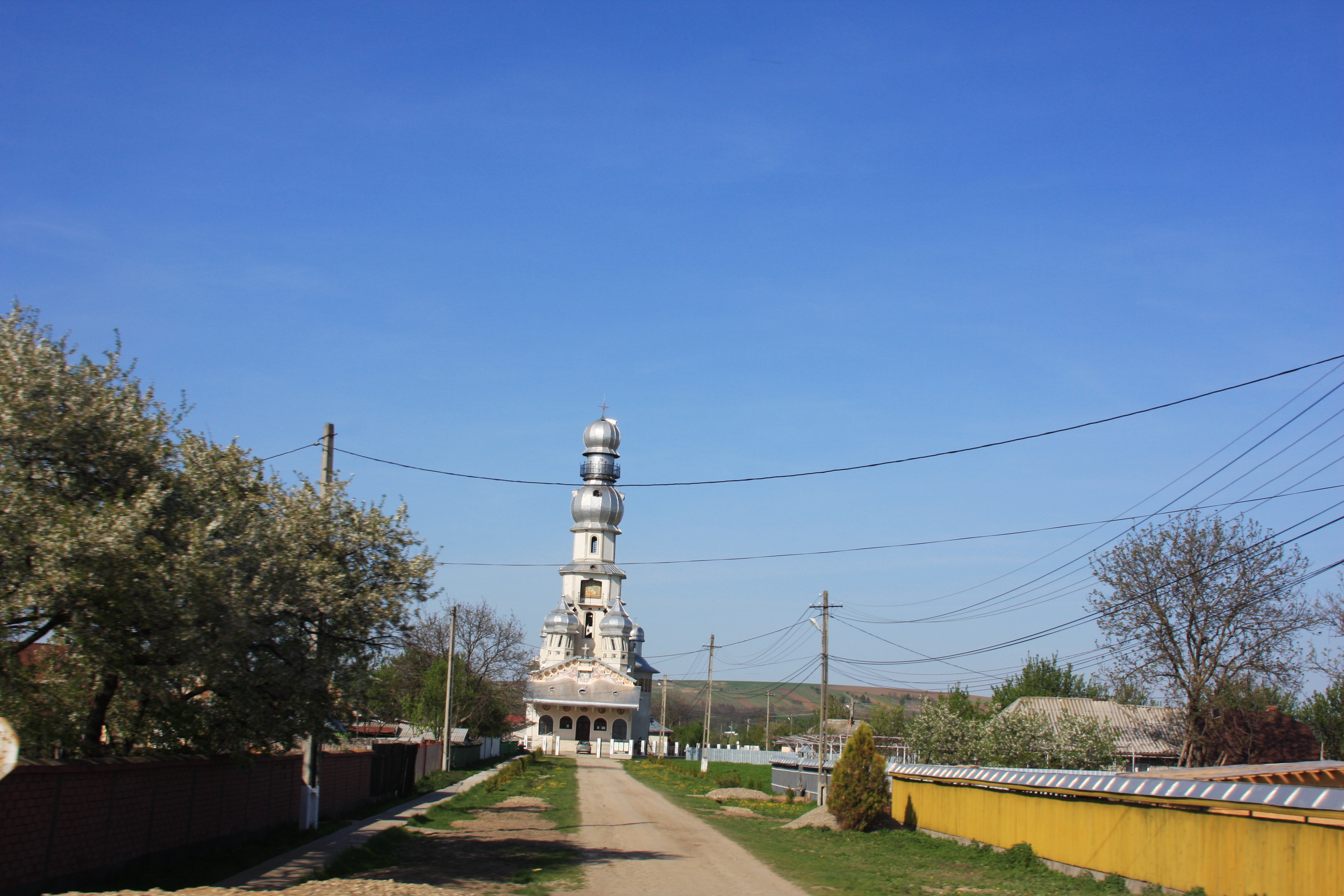

46°47′N 26°37′E / 46.783°N 26.617°E
波多萊尼鄉（羅馬尼亞語：Comuna Podoleni, Neamț），是羅馬尼亞的鄉份，位於該國東北部，由尼亞姆茨縣負責管轄，面積32平方公里，海拔高度246米，2007年人口5,684，人口密度每平方公里178人。